# Marvel's Guardians of the Galaxy
Marvel's Guardians of the Galaxy è un videogioco action-adventure sviluppato da Eidos Montréal e pubblicato da Square Enix. Basato sulla serie Guardiani della Galassia del 2008 della Marvel Comics, è disponibile dal 26 ottobre 2021 per le piattaforme Microsoft Windows, PlayStation 4, PlayStation 5, Xbox One, Xbox Series X/S e Nintendo Switch.

## Trama
Ambientato dodici anni dalla fine della Grande Guerra Galattica dove diverse razze ed eserciti spaziali si sono scontrati contro l'esercito dei feroci Chitauri, guidati dal malvagio Thanos, la galassia di Andromeda si trova in una situazione tumultuosa, con molti pianeti ancora provati dalle gravi conseguenze del conflitto. A mantenere l'ordine e ad amministrare la giustizia nel cosmo vi sono i Nova Corps, un'organizzazione di polizia/militare intergalattica originaria del pianeta Xandar, guidata dall'UniMente, un'intelligenza artificiale collettiva.
È in questo contesto che agiscono i Guardiani della Galassia, "eroi a noleggio" che sperano tutti di guadagnare denaro e prestigio durante le loro avventurose peregrinazioni per la galassia. Il gruppo è formato da: Peter Quill/Star-Lord, il capitano, ex pirata spaziale Ravager originario della Terra, per metà umano e per metà alieno, visto che il padre è il sovrano del pianeta Spartox; Rocket Raccoon, un procione modificato artificialmente su Mezzomondo, esperto di armi, informatica e meccanica, nonché addetto alla manutenzione della Milano, la nave di Quill; Groot, un albero umanoide alieno, migliore amico di Rocket, il cui vocabolario è ristretto a "Io sono Groot"; Drax il Distruttore, un alieno burbero che predilige la forza bruta in battaglia che ha giurato vendetta a coloro che hanno ucciso sua moglie e sua figlia; Gamora, ex assassina spietata, ultima aggiunta della squadra, vista con sospetto da Drax in quanto figlia adottiva di Thanos.
La storia inizia nella Zona di Quarantena proibita, istituita dal Nova Corps per immagazzinare i detriti di guerra, dove i Guardiani si sono recati, su idea di Quill in modo da poter catturare un mostro raro per una loro cliente, Lady Hellbender. Tuttavia, sono costretti a fuggire dalla zona di quarantena quando Peter, a seguito di una scommessa apparentemente innocua tra lui e Rocket, raccoglie una gemma gialla che trova e rilascia accidentalmente un'entità aliena non identificata.
I Guardiani fuggono ma vengono intercettati dalla nave pattuglia Nova Corps Hala's Hope , capitanata dal centurione Ko-Rel, l'ex amante di Peter. Ko-Rel trattiene i Guardiani insieme al Grande Unificatore Raker della Chiesa Universale della Verità, culto decaduto alla fine della guerra, che è stato anche sorpreso a sconfinare nella zona di quarantena per cercare il "Dio dorato" della sua chiesa. Peter nel mentre incontra e salva la giovane cadetta della Nova Corps Nikki Gold, la quale rivela di essere la figlia di Ko-Rel. Ko-Rel, come favore a Peter per aver salvato la figlia, accetta di dare ai Guardiani tre cicli per pagare la loro pesante multa.
Essendo completamente al verde, i Guardiani decidono di truffare Lady Hellbender, spacciando uno di loro per un mostro (si potrà scegliere se vendere Groot o Rocket). Il piano però va storto e i Guardiani sono costretti a fuggire, non prima di aver ottenuto il denaro necessario per coprire la loro multa.
I Guardiani si recano quindi a "The Rock", un avamposto del Nova Corps dove è attraccata Hala's Hope , ma scoprono che diversi ufficiali del Nova Corps di stanza lì, sostenendo che devono diffondere la "Promessa", si sono ammutinati. Dopo aver affrontato i Nova corrotti e aver visto dei misteriosi preti trarre energia dalle persone tramite un altare,  raggiungono la Hala's Hope, ma la nave lascia la stazione e i Guardiani decidono di fuggire a Knowhere, dove Quill intende chiedere aiuto a Cosmo, un cane dai poteri telepatici e un'intelligenza superiore. Qui incontrano anche Mantis, la Madonna Celestiale, amica di Gamora, dalla visione quadridimensionale del futuro. Cosmo arresta i Guardiani dopo che hanno litigato con i Fratelli di Sange, ingaggiati da Lady Hellbender per catturarli, ma Peter fa un patto con Cosmo per indagare sull'Hala's Hope , che ora sta trasmettendo un segnale misterioso, se Cosmo accetta di far cadere le accuse contro di loro.
I Guardiani, grazie alla Corteccia di Knowhere, che permette loro di viaggiare nello spazio e nelle dimensioni, salgono a bordo dell'Hala's Hope. Mentre indagano trovano il covo segreto di Nikki, e su un display una specie di albero genealogico, in cui è presente anche Peter. Questo sembra confermare i sospetti di Peter, ossia che la ragazza è sua figlia, una cosa che aveva immaginato quando ha scoperto che aveva dodici anni, lo stesso lasso di tempo da quando lui e Ko-Rel si erano lasciati. Il perché non glielo abbia detto, come spiegano Drax e Gamora, potrebbe essere dovuto alle rigide regole della razza Kree a cui appartiene Ko-Rel, le quali proibiscono di accoppiarsi con altre razze.
Infine i Guardiani trovano un enorme cannone che assorbe energia dal pianeta sottostante, teorizzando che sia l'energia degli esseri viventi, ma vengono catturati da Raker, che spiega loro che tale energia è la Fede dei credenti della Chiesa e dei convertiti, dopodiché li porta a incontrare la "Matriarca" della sua Chiesa; con orrore di Peter, la Matriarca è Nikki. Nikki è in possesso della gemma gialla, che le permette di fare il lavaggio del cervello a migliaia di seguaci alieni con la "Promessa", intrappolandoli in illusioni create dai loro desideri più profondi e sfruttando la loro devozione come Energia della Fede per alimentare la flotta di navi e macchine della Chiesa . Nikki cerca di tentare i Guardiani con la Promessa, ma i membri riescono a resistere e a liberarsi prima di fuggire dalla Chiesa, anche se Drax è ancora scosso da ciò a cui ha assistito nella sua Promessa, e Peter ha comunicato con l'anima di Ko-Rel, scoprendo che è morta per colpa della creatura aliena rilasciata in precedenza.
I Guardiani vengono attaccati da una flotta di navi da guerra della Legione Letale, mercenari ingaggiati da Lady Hellebender per ucciderli stavolta, ma riescono a sconfiggerli. Tentano di chiedere l'aiuto dell'UniMente (si può approfittare di questo frangente per pagare la multa), ma questi/a conclude che la vittoria della Chiesa è inevitabile e fugge dalla galassia con i Nova Corps rimasti. Drax quindi soccombe alla Promessa e imprigiona la squadra. Con l'aiuto di Mantis, che era riuscita ad attirare Drax con i suoi poteri sul suo pianeta, i Guardiani entrano nella mente del Distruttore e lo costringono ad accettare che la Promessa non è reale. Incontrano anche Adam Warlock, il "dio d'oro" originale della Chiesa che ha simulato la sua morte e si è nascosto sul pianeta di Mantis. Warlock rivela che l'entità aliena che controlla Nikki è in realtà il suo lato oscuro, Magus, che ha sigillato nella gemma gialla, la Gemma dell'Anima, per tenerlo a freno. Magus sta manipolando Raker e la Chiesa per raccogliere l'energia della fede di cui può nutrirsi.
Con l'aiuto di Warlock, i Guardiani tentano un nuovo assalto alla Chiesa (che nel frattempo ha occupato Knowhere) per salvare Nikki, ma l'attacco fallisce dopo che Warlock viene sconfitto da Raker e Nikki li respinge. Come se non bastasse, anche la restante flotta della Nova Corps è caduta vittima della "Promessa".
Senza altre opzioni, i Guardiani si rivolgono a Lady Hellbender per chiedere aiuto, avendo notato che la Chiesa non è interessata a creature come mostri o animali. Sottomettono e regalano per lei il leggendario mostro Fin Fang Foom, su suggerimento di Drax, e lei accetta di aiutare in un assalto all'ammiraglia della Chiesa, la Sacrosanct . Durante il loro assalto, Raker intrappola i Guardiani, ma Peter riesce a entrare nella Promessa di Nikki, parlando un'ultima volta con lo spirito di Ko-Rel, che rivela che Nikki non è né figlia di Peter, né figlia sua, ma un'orfana di guerra adottata, e Peter convince Nikki ad accettare la morte di Ko-Rel, liberandola dalla sua Promessa e dal controllo di Magus, sbloccando anche i suoi poteri nascosti. I Guardiani uccidono Raker mentre Warlock assorbe Magus nel suo corpo, ponendo fine alla minaccia della Chiesa. Mentre la galassia celebra la liberazione dal lavaggio del cervello della Chiesa, i Guardiani si congedano, con Nikki che diventa il loro nuovo membro.
Tuttavia, il Magus si rivela troppo potente da contenere per Warlock e prende il controllo del suo corpo. Guidato da Mantis, Peter rischia la propria vita brandendo fisicamente la Pietra dell'Anima per imprigionare Magus ancora una volta. Warlock ringrazia i Guardiani per il loro aiuto e prende la custodia della Pietra dell'Anima, promettendo di chiedere aiuto da loro se ne avesse bisogno. Peter riflette su come prendersi cura di Nikki mentre i Guardiani partono per gestire il loro prossimo incarico: stampare nuovi biglietti da visita, visto che "Giardinieri della Galassia" non rende loro onore.

## Modalità di gioco
Il giocatore assume il controllo di Peter Quill/Star-Lord da una prospettiva in terza persona. Il giocatore può utilizzare le armi elementali di Star-Lord per sconfiggere i nemici e compiere balzi in aria usando i suoi stivali a reazione. Gli altri membri della squadra titolare, che includono Gamora, Rocket, Groot e Drax il Distruttore, non sono direttamente giocabili in quanto controllati dall'intelligenza artificiale, ma i giocatori possono impartire loro comandi durante il combattimento. Ogni personaggio ha le proprie abilità e abilità uniche che possono essere concatenate per infliggere più danni. Mentre il giocatore combatte i nemici, si accumulerà un indicatore che consentirà ai giocatori di scatenare un'abilità speciale nota come l'Adunata, che spinge Star-Lord a creare un discorso motivazionale e a far partire una canzone per ispirare i suoi compagni di squadra. Un buon discorso garantirà vantaggi di gioco agli altri Guardiani, anche se le abilità di Star-Lord verranno potenziate indipendentemente dalla qualità del discorso.

## Sviluppo
Marvel's Guardians of the Galaxy è stato sviluppato da Eidos Montréal, lo studio dietro la serie reboot di Deus Ex. Star-Lord è stato scelto come personaggio principale del gioco perché è il "cuore umano" dei Guardiani e il membro con cui Eidos Montreal si identifica maggiormente. Il team ha deciso di non aggiungere modalità multiplayer, poiché riteneva che i Guardiani fossero un gruppo di personalità colorate e posizionando Star-Lord al centro della maggior parte delle interazioni sociali, il giocatore può vivere meglio le dinamiche della squadra avendo questi personaggi imprevedibili reagire alla scelta di Star-Lord. Mentre Star-Lord è il leader della squadra, altri personaggi potrebbero non essere d'accordo con la sua decisione e fare scelte da soli, e anche il giocatore deve reagire alle decisioni degli altri giocatori. Il team credeva che questo potesse evidenziare ulteriormente il resto della personalità e del carattere dei Guardiani. Il sistema è stato ispirato dal lavoro di squadra del mondo reale in cui le persone devono lavorare, negoziare e contrattare tra loro. Deus Ex è stato una delle principali fonti di ispirazione per la campagna del gioco, poiché la decisione del giocatore avrà un impatto e porterà a risultati diversi. Il gioco è alimentato dal motore Dawn che è stato precedentemente implementato in Deus Ex: Mankind Divided.

## Colonna sonora
La colonna sonora di questo gioco si compone da diverso genere:
1. Musica orchestrata da Richard Jacques registrata presso gli Abbey Road Studios.
2. Musica EDM composta Richard Jacques, distribuita anche gratuitamente dall 8 aprile '22 in digitale: Welcome to Knowhere EP:[7]
  - Bizarre Bazaar
  - Nice Try, Terran
  - Mantlo’s Bar
  - The Collectors Emporium
  - Showdown With Lipless
  - The Huddle
3. Musica metal underground della Star-Lord band formata da Steve Sczepkowski e Yohann Boudreault, brani originali composti per il gioco:
  - Zero to Hero
  - A Bit of Good (Bit of Bad)
  - Space Rider (With No Names)
  - Ghost
  - Watch Me Shine
  - We’re Here
  - All for One
  - No Guts No Glory
  - Solar Skies
  - The Darkness Inside
4. Compilation di canzoni Pop e Rock anni '80:[8]

- A-ha – Take On Me
- Autograph – Turn Up the Radio
- Billy Idol – White Wedding
- Blondie – Call Me
- Blue Oyster Cult – Don’t Fear The Reaper
- Bobby McFerrin – Don’t Worry Be Happy
- Bonnie Tyler – Holding Out for a Hero
- Culture Club – I’ll Tumble 4 Ya
- Def Leppard – Rock Rock Till You Drop
- EUROPE – The Final Countdown
- Flock of Seagulls – I Ran
- Frankie Goes To Hollywood – Relax
- Gary Numan – Cars
- Hot Chocolate – Every 1’s A Winner
- Iron Maiden – Where Eagles Dare
- Joan Jett – Bad Reputation
- KISS – I Love It Loud
- Loverboy – Turn Me Loose
- Mötley Crüe – Kickstart My Heart
- New Kids on the Block – Hangin’ Tough
- Pat Benatar – Hit Me With Your Best Shot
- Rainbow – Since You Been Gone
- Rick Astley – Never Gonna Give You Up
- Scandal – The Warrior
- Simple Minds – Love Song
- Soft Cell – Tainted Love
- Starship – We Built This City
- Tears For Fears – Everybody Wants To Rule The World
- Twisted Sister – We’re Not Gonna Take It
- Wang Chung – Everybody Have Fun Tonight
- Wham! – Wake Me Up Before You Go-Go

(Richard Jacques)

## Prequel
Un romanzo prequel dal titolo Marvel's Guardians of the Galaxy: No Guts, No Glory, scritto da M. K. England, è stato pubblicato dalla Titan Books il 2 novembre '21 in lingua originale, formato cartaceo 320 pagine.

## Accoglienza
| Testata                              | Versione | Giudizio |
| ------------------------------------ | -------- | -------- |
| Metacritic (media al 09/01/22)       | XSX/S    | 84/100   |
| Metacritic (media al 09/01/22)       | XONE     | ??       |
| Metacritic (media al 09/01/22)       | NSW      | 58/100   |
| Metacritic (media al 09/01/22)       | PS5      | 80/100   |
| Metacritic (media al 09/01/22)       | PS4      | ??       |
| Metacritic (media al 09/01/22)       | PC       | 78/100   |
| OpenCritic (media al 9 gennaio 2022) | varie    | 82/100   |
| Attack of the Fanboy                 | PS5      | [ 12 ]   |
| Twinfinite                           | PS4      | 4.5/5    |
| PC Invasion                          | PC       | 8.5/10   |

Ai The Game Awards 2021 ha vinto il premio Best Narrative
Ai Steam Awards 2021 ha vinto il premio Miglior Colonna Sonora
AI D.I.C.E. Awards 2022 ha vinto i premi Adventure Game of the Year; Outstanding Achievement in Story.
Ha ricevuto le nominations Best Narrative; Best Audio per i Game Developers Choice Awards 2022
Ai BAFTA Games Award 2022, ha ricevuto le nominations Best Narrative; Best Audio; Interprete protagonista: Jon McLaren(Peter Quill); Interprete non protagonista: Jason Cavalier(Drax) e Alex Weiner(Rocket Raccoon)